# The Ritual (Strana Officina)
Ritual è il secondo EP della band italiana Strana Officina.

## Tracce
1. The ritual – 4:54
2. Gamblin' man – 3:31
3. Unknown soldier – 4:00
4. Metal brigade – 3:26

## Formazione
- Daniele "Bud" Ancillotti – voce
- Fabio Cappanera – chitarra
- Enzo Mascolo – basso
- Roberto Cappanera – batteria